# Marcel Abéké
 (février 2024).
Si vous disposez d'ouvrages ou d'articles de référence ou si vous connaissez des sites web de qualité traitant du thème abordé ici, merci de compléter l'article en donnant les références utiles à sa vérifiabilité et en les liant à la section « Notes et références ».
Marcel Abéké est un homme politique et ingénieur gabonais né en 1953. Il a fait carrière dans l'industrie minière avant de se lancer en politique où il a occupé diverses responsabilités.

## Biographie

### Comilog
Marcel Abéké a travaillé pour la société minière COMILOG, filiale du groupe français Eramet, spécialisée dans l'extraction du manganèse et du nickel au Gabon.

### Setrag
Marcel Abéké a également dirigé la société Setrag, concessionnaire de la ligne de chemin de fer Transgabonais reliant Owendo à Franceville.

### Ministre du Pétrole
En septembre 2023, à la suite d'un coup d'État militaire, Marcel Abéké a été nommé ministre du Pétrole dans le gouvernement de transition, le Gouvernement Ndong Sima II. Le Gabon étant un important producteur de pétrole en Afrique subsaharienne, Marcel Abéké est chargé de défendre les intérêts du pays auprès des partenaires étrangers tels que Vaalco et BW Energy.

### Présidence de l'OPEP
En 2024, Marcel Abéké a été élu président de l'OPEP, une organisation intergouvernementale qui vise à coordonner les politiques pétrolières de ses 13 pays membres.

### Engagements en faveur du secteur pétrolier et gazier
En tant que ministre du Pétrole et du Gaz du Gabon, Marcel Abéké a participé à l'édition 2023 de la conférence African Energy Week (AEW), où il a discuté des investissements dans le secteur pétrolier et gazier du pays. Le Gabon, classé au sixième rang de la production pétrolière africaine, cherche à améliorer l'environnement opérationnel dans le secteur, à accroître la transparence et à réduire la bureaucratie.